# Heðin Zachariasen
Heðin S. Zachariasen (født 13. september 1959 på Streymnes) er en færøsk forretningsmand og politiker (FF).
Han var medlem af kommunalbstyrelsen i Hvalvík 1993–2004, viceborgmester 1993–1996 og borgmester 1997–2004. Den 1. januar 2005 blev Hvalvík indlemmet i den nye kommune Sunda kommuna, hvor Zachariasen var borgmester 2005–2008. Han genopstillede ikke i 2008, og blev afløst af Kim Durhuus. I 2012 genopstillede Heðin Zachariassen dog, blev valgt til borgmester og opnåede genvalg som borgmester i 2016 for perioden 1. januar 2017 til 31. december 2020.
Zachariasen var indvalgt i Lagtinget fra Norðurstreymoy 2002–2008, og mødte fast som suppleant for Jørgen Niclasen i perioden 2008–2011. Zachariasen var indenrigsminister i Jóannes Eidesgaards første regering 2007–2008. Han møder som fast suppleant for Jørgen Niclasen fra 2019-2023.
Han har været arbejdsformand i det fælleskommunale renovationsselskab IRF, og blev medejer og daglig leder ved glassfabrikken Atlanticpane i Kollafjørður i 2006. I 2008 stiftede Zachariasen eget busselskab SP/F HZ Bussar, som blandt andet driver skolekørslen i Sunda kommuna og er del af et konsortium som driver bybusserne i Tórshavnar kommuna. 